# 訃報 1982年12月
訃報 1982年12月（ふほう 1982ねん12がつ）では、1982年（昭和57年）12月中に物故した、又は物故が報じられた人物についてまとめる。

## （1日 - 15日）

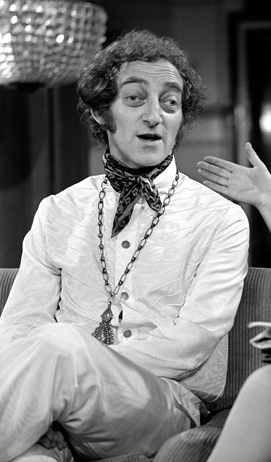
マーティ・フェルドマン／12月2日没

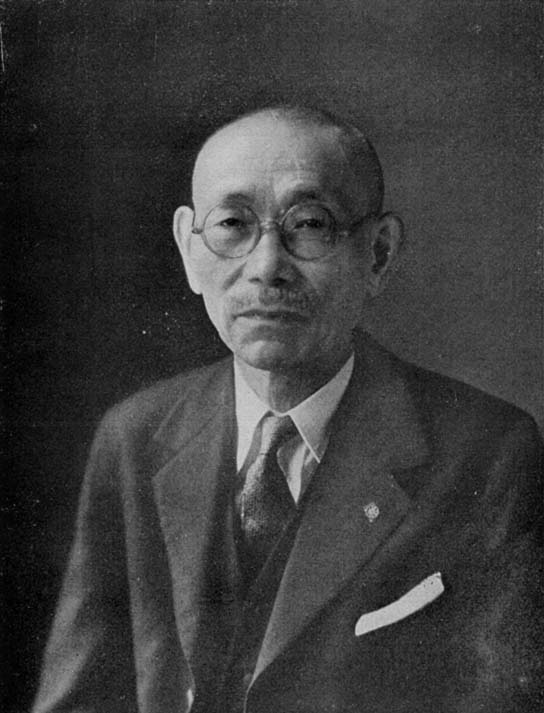
諸橋轍次／12月8日没

- 12月2日 - マーティ・フェルドマン、俳優、脚本家（* 1934年）
- 12月8日 - 諸橋轍次、文学博士・漢字研究者（* 1883年）
- 12月8日 - 三波伸介、喜劇俳優、司会者（* 1930年）

## （16日 - 31日）

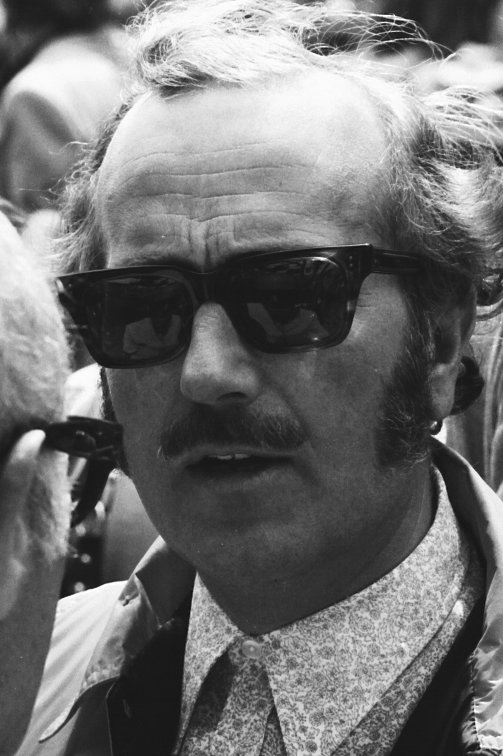
コーリン・チャップマン／12月16日没

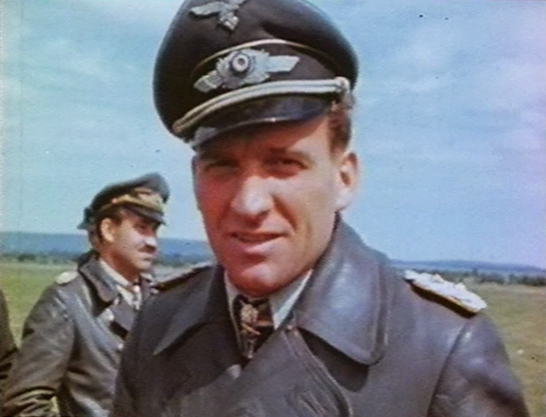
ハンス＝ウルリッヒ・ルーデル／12月18日没

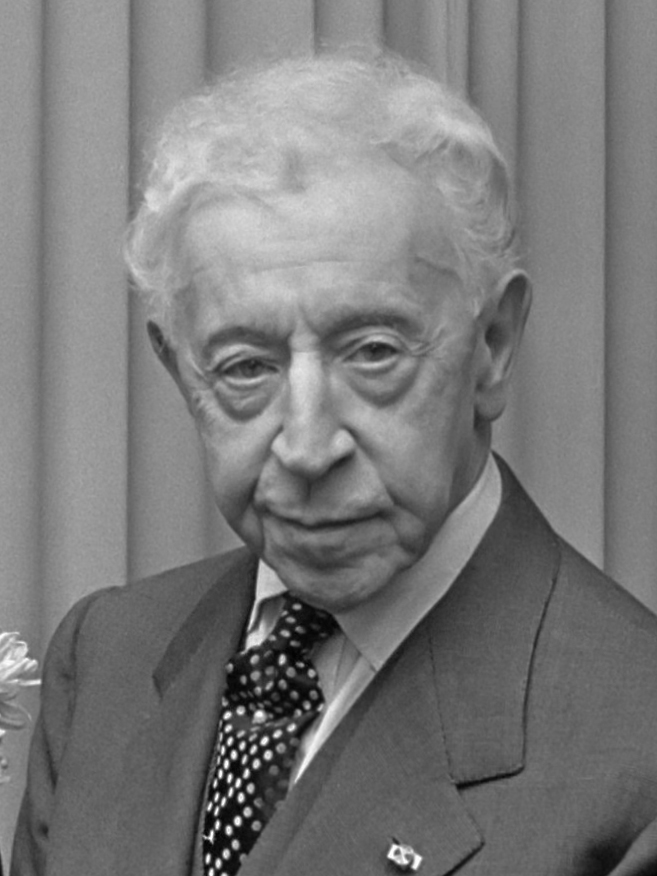
アルトゥール・ルービンシュタイン／12月20日没

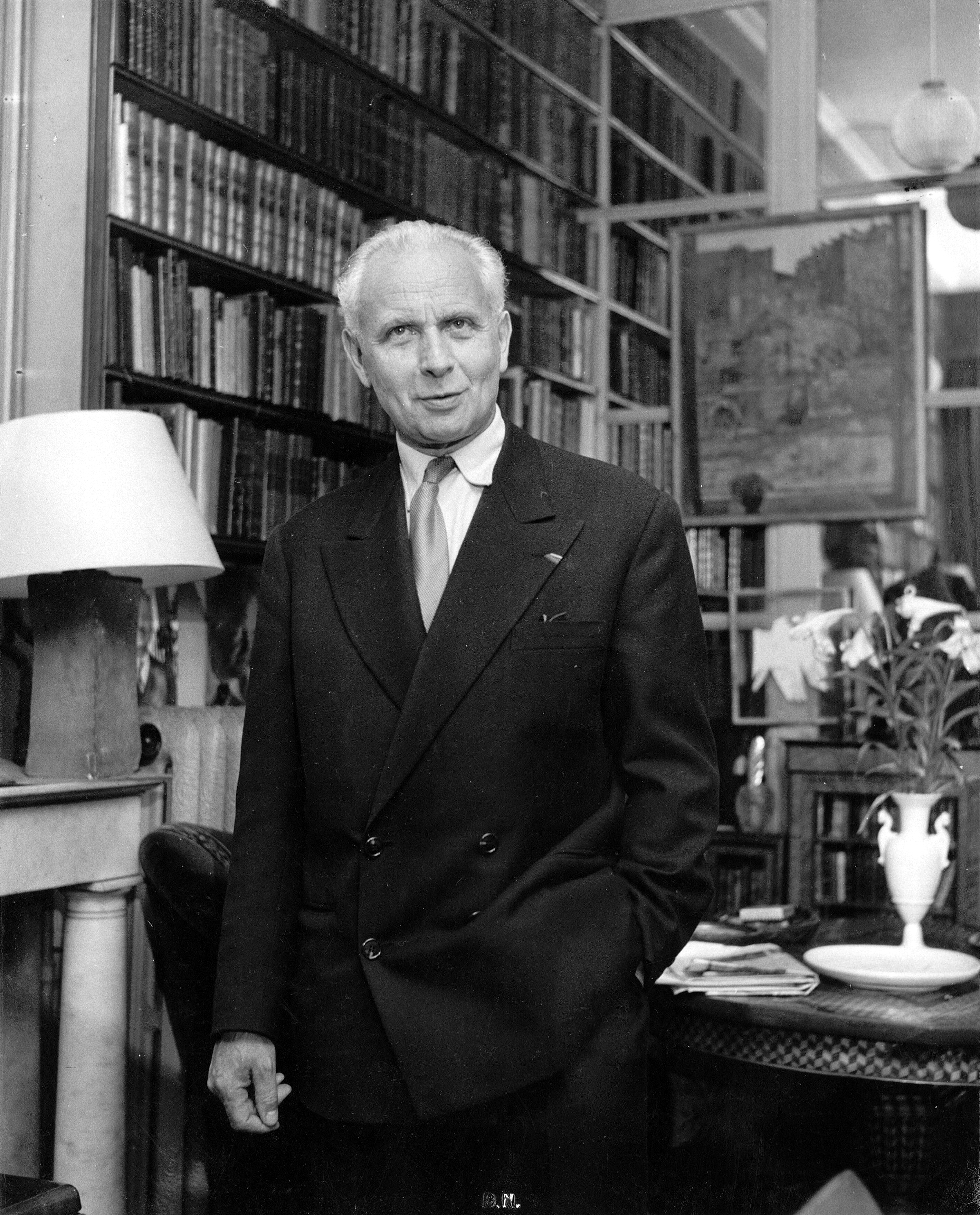
ルイ・アラゴン／12月24日没

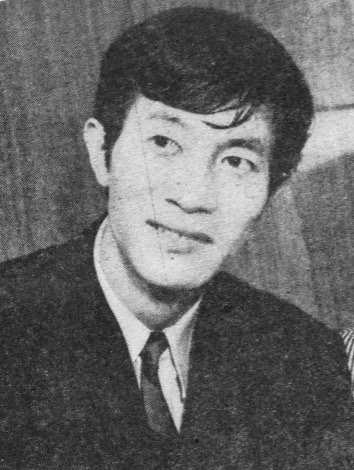
岸田森／12月28日没

- 12月16日 - コーリン・チャップマン、カーデザイナー（* 1928年[1]）
- 12月18日 - ハンス＝ウルリッヒ・ルーデル、ドイツ空軍の軍人（* 1916年）
- 12月20日 - アルトゥール・ルービンシュタイン、ピアニスト（* 1887年）
- 12月21日 - 邦創典、俳優（* 1903年）
- 12月24日 - ルイ・アラゴン、小説家・詩人・評論家（* 1897年）
- 12月28日 - 岸田森、俳優（* 1939年）
- 12月29日 - ロイ・ジェームス、俳優（* 1929年）